# Лозова (Хмільницький район)
Лозова́ — село в Україні, у Хмільницькому районі Вінницької області. Населення становить 245 осіб.
Перед світанком 1 листопада 1921 р. під час Листопадового рейду через Лозову проходила Подільська група (командувач Михайло Палій-Сидорянський) Армії Української Народної Республіки. Тут вона зупинилася на 1-годинний перепочинок.
Поблизу села знаходиться заповідне урочище місцевого значення Дубина.